# Bác sĩ Bong Dal-hee
Bác sĩ Bong Dal-hee (tiếng Hàn: 외과의사 봉달희; Romaja: Oegwa Uisa Bong Dal-hui) là một bộ phim truyền hình Hàn Quốc 2007 với sự tham gia của diễn viên Lee Yo-won, Lee Beom-soo, Kim Min-joon và Oh Yoon-ah. Phim chiếu trên SBS từ 17 tháng 1 đến 15 tháng 3 năm 2007 vào mỗi thứ 4&5 lúc 21:55 gồm 18 tập.
Tại Việt Nam, phim được TVM Corp. mua bản quyền và phát sóng trên kênh HTV3.

## Phân vai
- Lee Yo-won vai Bong Dal-hee
- Lee Beom-soo vai Ahn Joong-geun
- Kim Min-joon vai Lee Geon-wook
- Oh Yoon-ah vai Jo Moon-kyung
- Kim In-kwon vai Park Jae-beom
- Choi Yeo-jin vai Jo A-ra
- Song Jong-ho vai Lee Min-woo
- Kim Hae-sook vai Yang Eun-ja, mẹ của Dal-hee
- Kim Jung-min vai Bong Mi-hee, em gái Dal-hee
- Baek Seung-hyun vai Kim Hyun-bin
- Jung Wook vai Jang Ji-hyuk
- Park Geun-hyung vai Lee Hyun-taek
- Lee Ki-yeol vai Seo Jung-hwan
- Kim Seung-wook vai tiến sĩ Park
- Kim Myung-jin vai tiến sĩ Jung

## Tiếp nhận

### Giải thưởng
2007 43rd Baeksang Arts Awards
- Best New Director (TV): Kim Hyung-sik
- Most Popular Actor (TV): Lee Beom-soo

2007 SBS Drama Awards
- Top Excellence Award, Actress: Lee Yo-won
- PD Award: Lee Beom-soo
- Popularity Award: Lee Yo-won
- Netizen's Choice Award: Lee Yo-won
- New Star Award: Choi Yeo-jin, Song Jong-ho
- Top 10 Stars: Lee Yo-won, Lee Beom-soo
- Best Couple Award: Lee Yo-won và Lee Beom-soo